# Портън Даун
Портън Даун (на английски: Porton Down) е научен парк в графство Уилтшър, Великобритания, разположен североизточно от село Портън, близо до град Солсбъри. Там са разположени две правителствени съоръжения: едното е Научно-техническа лаборатория към Министерство на отбраната (Defence Science and Technology Laboratory) (Dstl) – известно от повече от 100 години като едно от най-секретните и противоречиви места за военни изследвания, на около 7000 акра а другото е към организацията за обществено здраве Public Health England.. Там се намират и други частни и публични научни организации.